# Ceroplastes deodorensis
Ceroplastes deodorensis är en insektsart som beskrevs av Hempel 1937. Ceroplastes deodorensis ingår i släktet Ceroplastes och familjen skålsköldlöss. Inga underarter finns listade i Catalogue of Life.